# Saison 1990-1991 de l'Olympique lyonnais
Chronologie
Saison précédente Saison suivante
La saison 1990-1991 de l'Olympique lyonnais est la quarante-et-unième de l'histoire du club. 
Pour sa deuxième année de retour parmi l'élite, l'équipe se classe cinquième du championnat, et valide son billet pour la Coupe d'Europe grâce à la victoire de Monaco en Coupe de France. L'entraîneur de l'équipe est Raymond Domenech.

## Effectif professionnel
Gardiens :
- Gilles Rousset :  France
- Christophe Breton :  France

 Défenseurs :
- Romarin Billong :  France/ Cameroun
- Pascal Fugier :  France
- Bruno N'Gotty :  France
- Laurent Lassagne :  France
- Mario Corian :  France
- Alexandre Bès :  France/ Cameroun
- Jean-Marc Knapp :  France
- Éric Taborda :  France

 Milieux :
- Ali Bouafia :  Algérie
- Jacky Colin :  France
- Bruno Génésio :  France
- Laurent Debrosse :  France
- Stéphane Roche :  France
- Rémi Garde :  France
- Pierre Chavrondier :  France

 Attaquants :
- Guillaume Masson :  France
- Roberto Cabañas :  Paraguay
- Aziz Bouderbala :  Maroc
- Olivier Ferez :  France
- Miloš Bursać :  Yougoslavie

## Statistiques de l'équipe
L'équipe a gagné 15 matchs, obtenus 11 nuls et s'est inclinée à 12 reprises, pour un bilan de 39 buts pour et 44 contre.

### Classement des buteurs
Cabanas : 9 buts

Masson : 5

Bouassia : 4

Bouderbala : 4

Bursac : 3

Garde : 3

Genesio : 3

Debrosses : 2

N'Gotty : 2

Roche : 2

Colin : 1

## Détails des matchs

### Championnat de France
1. le 21 juillet : Bordeaux 0 - 0 Lyon
2. le 27 juillet : Lyon 1 - 0 Cannes Masson   87e
3. le 31 juillet : Toulouse 3 - 1 Lyon Bouderbala   6e
4. Lyon 2 - 2 Marseille Cabanas Gonzales   32e ; Bouderbala   77e
5. Monaco 0 - 0 Lyon
6. Lyon 1 - 0 Sochaux Masson   37e
7. Paris Saint-Germain 3 - 0 Lyon
8. Lyon 2 - 0 Brest Masson   72e ; Cabanas Gonzales   88e
9. Saint Etienne 0 - 1 Lyon Kastendeuch   80e
10. Lyon 0 - 0 Rennes
11. Nancy 2 - 0 Lyon
12. Lyon 3 - 3 Montpellier Genesio   2e ; Roche   39e ; Debrosse   60e
13. Auxerre 1 - 0 Lyon
14. Lyon 1 - 0 Nice Garde   21e
15. Toulon 1 - 0 Lyon
16. Caen 1 - 0 Lyon
17. Lyon 2 - 1 Lille Cabans Gonzales   69e ; Buisine (c.s.c.)   87e
18. Metz 1 - 2 Lyon Genesio   70e ; N'Gotty   75e
19. Lyon 2 - 0 Nantes Bursac   42e ; Masson   85e
20. Cannes 3 - 2 Lyon Cbanas Gonzales   78e ; N'Gotty   85e
21. Lyon 4 - 1 Toulouse Cabans Gonzales   6e ; Bouafia   18e ; Cabans Gonzales   51e ; Cabans Gonzales   83e
22. Marseille 7 - 0 Lyon
23. Lyon 1 - 0 Monaco Bouafia   43e
24. Sochaux 1 - 2 Lyon Roche   40e ; Colin   70e
25. Lyon 0 - 0 Paris Saint Germain
26. Brest 3 - 0 Lyon
27. Lyon 1 - 1 Saint Étienne Garde   73e
28. Rennes 2 - 0 Lyon
29. Lyon 0 - 1 Nancy
30. Montpellier 1 - 0 Lyon
31. Lyon 1 - 0 Auxerre Masson   81e
32. Nice 1 - 1 Lyon Bouderbala   3e
33. Lyon 1 - 1 Toulon Bursac   66e
34. Lyon 3 - 2 Caen Cabanas Gonzales   27e ; Cabanas Gonzales   70e ; Genesio   87e
35. Lille 1 - 1 Lyon Garde   84e
36. Lyon 3 - 1 Metz Bouafia   37e ; Bouafia   64e ; Debrosse   86e
37. Nantes 0 - 0 Lyon
38. Lyon 1 - 0 Bordeaux Bouderbala   76e

### Coupe de France
L'Olympique lyonnais entre en lice en 32e de finale mais se fait éliminer par le club de seconde division le SCO Angers sur un score de deux buts à zéro.